# Rhapsody of Fire

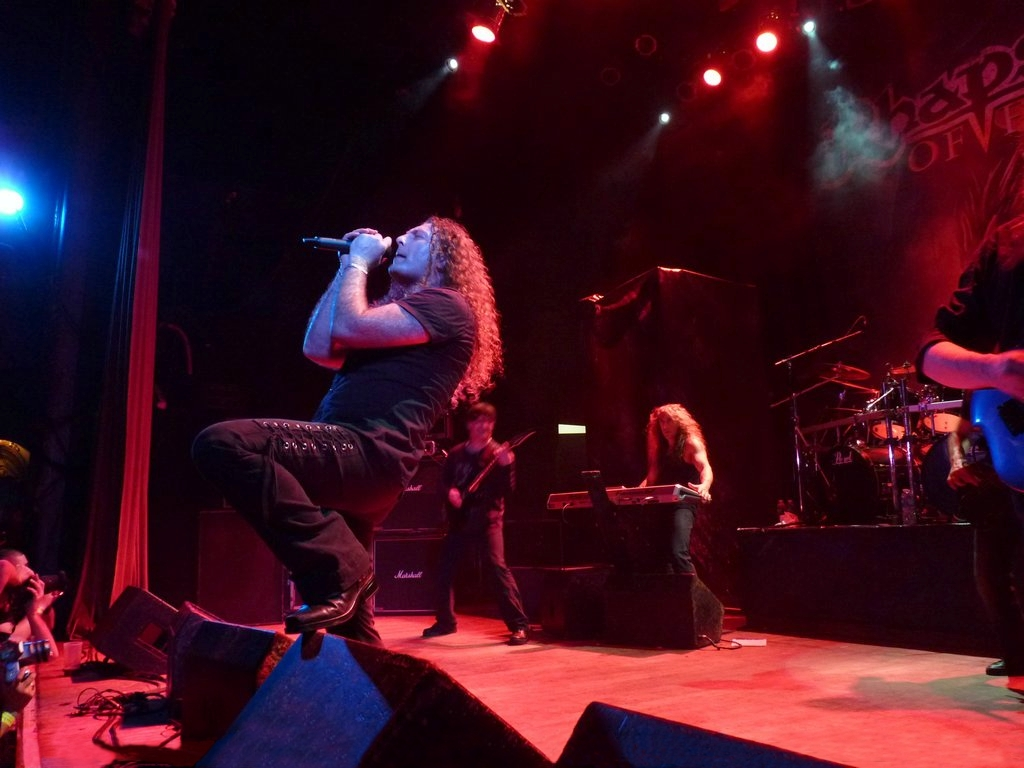
Rhapsody of Fire 2010

Rhapsody of Fire — італійський павер-метал-гурт, раніше відомий як Thundercross, один з перших гуртів, які вдихнули симфонічні елементи в метал-музику. Заснований в 1993 році Лукою Туріллі та Алексом Страполі. Всі альбоми гурту пов'язані між собою сюжетною лінією, дії якої відбуваються в вигаданому світі Алгалорд.

## Склад
- Фабіо Ліоне — вокал
- Лука Туріллі — гітара
- Dominique Leurquin — гітара
- Patrice Guers — бас
- Alex Holzwarth — барабани
- Алессандро Старополі — клавіші

## Дискографія

### Альбоми
- Legendary Tales (1997)
- Symphony of Enchanted Lands (1998)
- Dawn of Victory (2000)
- Rain of a Thousand Flames (міні-альбом) (2001)
- Power of the Dragonflame (2002)
- Symphony of Enchanted Lands II: The Dark Secret (2004)
- Triumph or Agony (2006)
- The Frozen Tears Of Angels (2010)
- Dark Wings of Steel (2013)

### EP's, Singles, Live's
- Land Of Immortals (як Thundercross) (Demo) (1995)
- Eternal Glory (1995)
- Emerald Sword (1998)
- Holy Thunderforce (2000)
- The Dark Secret (2004)
- The Magic Of The Wizard`s Dream (2005)
- Live in Canada — The Dark Secret (2005)